# Lavi
Az IAI Lavi (לביא, héberül Fiatal Oroszlán) szuperszonikus, negyedik generációs, egy hajtóműves könnyű vadászrepülőgép, melyet Izraelben fejlesztettek ki az 1980-as évekre, a Kfir repülőgépek leváltására, elsősorban a nagyobb teljesítményű és árú F–15 és F–16 repülőgépek kiegészítésére, egyszerűbben és nagyobb mennyiségben gyártható csapásmérő repülőgépnek. A repülőgép tervezési megoldásai érdekes keverékét mutatják a tervezők számára etalonnak tekintett két repülőgépnek: míg a törzs első része, a függőleges vezérsík és a levegő-beömlőnyílás egyértelműen az F–16-oséra hasonlít, a deltaszárnyak és a kacsa-vezérsíkok a Mirage III-at és a belőle kifejlesztett Kfirt idézik. A repülőgép konkurenciát jelentett volna az amerikai fegyveriparnak, ezért anyagi támogatását az Amerikai Egyesült Államok fokozatosan megvonta, egyes vélemények szerint ezek után a fejlesztési dokumentációt eladták Kínának (az 1980-as években más izraeli fegyvereket, többek között a Python 3 légiharc-rakétát, is adtak el az országnak), ahol kifejlesztették a nagyon hasonló felépítésű J–10 repülőgépet.